# SMS Budapest
 (avril 2020).
Si vous disposez d'ouvrages ou d'articles de référence ou si vous connaissez des sites web de qualité traitant du thème abordé ici, merci de compléter l'article en donnant les références utiles à sa vérifiabilité et en les liant à la section « Notes et références ».
Le SMS Budapest était un vaisseau de défense côtière de classe Monarch construit par l'Autriche-Hongrie en 1893.